# Glinica (Petite-Pologne)
Pour les articles homonymes, voir Glinica.
Glinica est une localité polonaise de la gmina et powiat de Miechów en voïvodie de Petite-Pologne.